# Observadores da Assembleia Geral das Nações Unidas

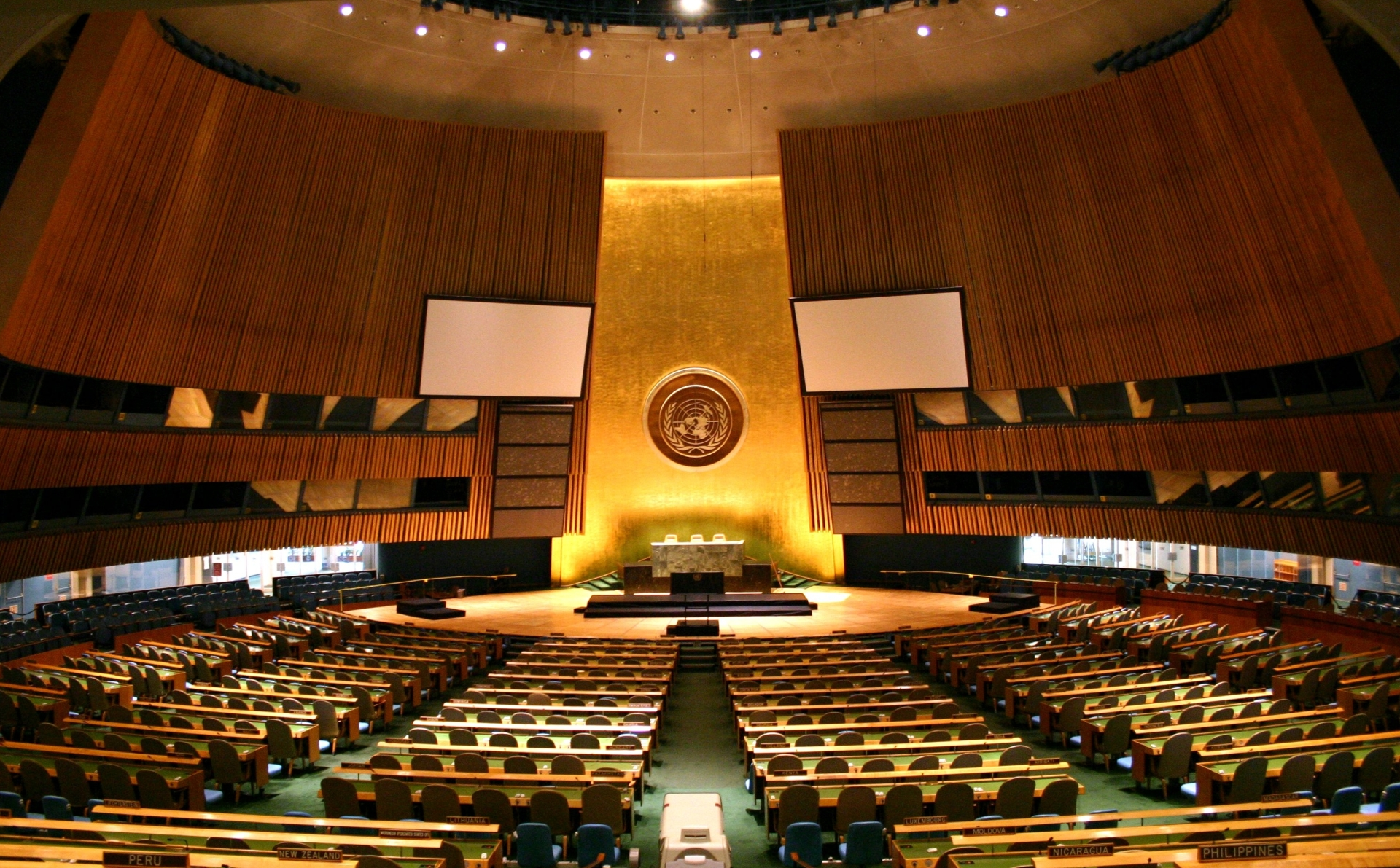
O plenário da Assembleia Geral das Nações Unidas, na Sede da ONU, em Nova Iorque.

Além dos 193 Estados-membros, as Nações Unidas aceita muitas organizações internacionais, entidades e outros Estados sob a condição de Observadores. A condição de Observador é garantida pela Resolução da Assembleia Geral, sendo que o título de "Observador Permanente" é meramente prático e não está previsto na Carta das Nações Unidas.
Os Membros Observadores têm o direito de fala na Assembleia Geral, de voto nos assuntos procedimentais e de assinatura nos tratados e acordos da instituição. Direitos mais amplos, como propor emendas e apresentar resoluções, é restrito a alguns Observadores. Contudo, a União Europeia é a única organização internacional que goza destes direitos.
Algumas organizações internacionais, organizações não governamentais ou entidades cuja soberania e status não são precisamente definidos, como o Comitê International da Cruz Vermelha e a Ordem dos Cavaleiros Hospitalários da Cruz de Malta (SMOM), têm o mesmo status de observadores, mas não como estados.

## Estados não membros
Ao Estado não membro é permitido solicitar formalmente sua aceitação como Estado-membro pleno da Organização. A petição é avaliada pelo Conselho de Segurança das Nações Unidas e pela Assembleia Geral. A Suíça, por exemplo, foi um Estado Observador de 1948 a 2002, quando foi aceita como Estado-membro pleno. Atualmente, há dois Estados não membros Observadores: a Santa Sé e a Palestina. Ambos são Observadores permanentes, tendo recebido um convite a participar das sessões de reunião da Assembleia Geral e a manter missões permanentes na Sede da Organização.
| Estado não membro | Data da admissão       | Notas |
| ----------------- | ---------------------- | --- |
| Santa Sé          | 6 de abril de 1964     | - Estado soberano sobre a Cidade do Vaticano. - Em 1 de julho de 2004, obteve os direitos de Estado-membro, exceto o direito de voto e apoio a candidaturas. |
| Palestina         | 22 de novembro de 1974 | - Em 28 de outubro de 1974, a OLP foi reconhecida como "representante legítima dos palestinos" pela Liga Árabe e por Israel. - Em 1988, a OLP declarou a Independência da Palestina. - Em 1994, a OLP criou os Territórios palestinianos de acordo com os Acordos de Oslo, com a mediação dos Estados Unidos. |

Notas
- As Ilhas Cook e Niue, ambos Estados associados da Nova Zelândia, são membros plenos de algumas Agências especializadas da ONU e são autorizados pelo Secretariado a formular tratados.[6]

- A República da China têm solicitado sua admissão como Estado-membro ou Observador desde 1991. As petições foram negadas pela ONU, que afirma reconhecer a República Popular da China como "representante legítima da China para a Organização".[7] A República Popular da China substituiu a República da China na Assembleia Geral em 1971.

- Apesar de não possuírem soberania efetiva, alguns países são reconhecidos pelas Nações Unidas e incluídos na Lista de Territórios não autônomos.

### Antigos Estados não membros
| Estado                            | Admissão   | Admissão      |
| Estado                            | Observador | Estado-membro |
| --------------------------------- | ---------- | ------------- |
| Alemanha Ocidental                | 1952       | 1973          |
| Alemanha Oriental                 | 1972       | 1973          |
| Áustria                           | 1952       | 1955          |
| Bangladesh                        | 1973       | 1974          |
| Coreia do Norte                   | 1973       | 1991          |
| Coreia do Sul                     | 1949       | 1991          |
| Espanha                           | 1955       | 1955          |
| Finlândia                         | 1952       | 1955          |
| Itália                            | 1952       | 1955          |
| Japão                             | 1952       | 1956          |
| Kuwait                            | 1962       | 1963          |
| Mónaco                            | 1956       | 1993          |
| República Democrática do Vietname | 1975       |               |
| República do Vietname             | 1952       | –             |
| Suíça                             | 1946       | 2002          |
| Vietname                          | 1976       | 1977          |

## Entidades e organizações internacionais
Muitas organizações intergovernamentais e algumas outras entidades (organizações não governamentais e outras com vários graus de estado ou soberania) foram convidadas a tornarem-se observadores na Assembleia Geral. Algumas delas mantêm uma delegação permanente na sede das Nações Unidas em Nova Iorque, enquanto outras não; no entanto, esta é a escolha da organização e não implica diferenças no seu estatuto.
| Organização ou entidade | Data de atribuição do estatuto de observador                                                                             | Tipo de entidade |
| ----------------------- | --- | --- |
| União Europeia          | 11 de outubro de 1974 (A/RES/3208 (XXIX)): estatuto de observador 10 de maio de 2011 (A/RES/65/276): direitos adicionais | Único observador que opera num sistema híbrido de intergovernamentalismo e supranacionalismo, conferindo-lhe qualidades semelhantes a um estado. |

### Organizações Intergovernamentais
| Organização                                                                                                 | Data de atribuição do estatuto de observador                                       |
| --- | ---------------------------------------------------------------------------------- |
| Países ACP                                                                                                  | 15 de outubro de 1981 (A/RES/36/4)                                                 |
| Banco Africano de Desenvolvimento                                                                           | 28 de outubro de 1987 (A/RES/42/10)                                                |
| União Africana (antiga Organização de Unidade Africana)                                                     | 11 de outubro de 1965 (A/RES/2011(XX)) 15 de agosto de 2002 (decisão da AG 56/475) |
| Tratado de Tlatelolco                                                                                       | 17 de outubro de 1988 (A/RES/43/6)                                                 |
| Comunidade Andina (CAN)                                                                                     | 22 de outubro de 1997 (A/RES/52/6)                                                 |
| Liga Árabe (antiga Liga de Estados Árabes)                                                                  | 1 de novembro de 1950 (A/RES/477 (V))                                              |
| Organização Consultiva Jurídica Asiática-Africana (antigo Comité Consultivo Jurídico Asiático-Africano)     | 13 de outubro de 1980 ( A/RES/35/2 )                                               |
| Banco Asiático de Desenvolvimento                                                                           | 19 de novembro de 2002 (A/RES/57/30)                                               |
| Associação dos Estados do Caribe                                                                            | 15 de outubro de 1998 (A/RES/53/17)                                                |
| Associação de Nações do Sudeste Asiático (ASEAN)                                                            | 4 de dezembro de 2006 (A/RES/61/44)                                                |
| Comunidade do Caribe (CARICOM)                                                                              | 17 de outubro de 1991 (A/RES/46/8)                                                 |
| Sistema da Integração Centro-Americana                                                                      | 19 de outubro de 1995 (A/RES/50/2)                                                 |
| Organização do Tratado de Segurança Coletiva                                                                | 2 de dezembro de 2004 (A/RES/59/50)                                                |
| Fundo Comum de Commodities                                                                                  | 23 de novembro de 2005 (A/RES/60/26)                                               |
| Comunidade dos Estados Independentes                                                                        | 24 de março de 1994 (A/RES/48/237)                                                 |
| Secretariado da Commonwealth                                                                                | 18 de outubro de 1976 (A/RES/31/3)                                                 |
| Comunidade dos Países de Língua Portuguesa                                                                  | 26 de outubro de 1999 (A/RES/54/10)                                                |
| Comunidade dos Estados do Sahel-Saara (CEN-SAD)                                                             | 12 de dezembro de 2001 (A/RES/56/92)                                               |
| Conferência sobre Medidas de Interação e Construção de Confiança na Ásia                                    | 6 de dezembro de 2007 (A/RES/62/77)                                                |
| Conselho da Europa                                                                                          | 17 de outubro de 1989 (A/RES/44/6)                                                 |
| Comunidade da África Oriental                                                                               | 9 de dezembro de 2003 (A/RES/58/86)                                                |
| Comunidade Económica dos Estados da África Central                                                          | 12 de dezembro de 2000 (A/RES/55/161)                                              |
| Comunidade Económica dos Estados da África Ocidental                                                        | 2 de dezembro de 2004 (A/RES/59/51)                                                |
| Organização de Cooperação Económica                                                                         | 13 de outubro de 1993 (A/RES/48/2)                                                 |
| Tratado da Carta da Energia                                                                                 | 6 de dezembro de 2007 (A/RES/62/75)                                                |
| Banco de Desenvolvimento Euro-asiático                                                                      | 6 de dezembro de 2007 (A/RES/62/76)                                                |
| União Económica Euro-asiática (antiga Comunidade Económica Euro-asiática)                                   | 9 de dezembro de 2003 (A/RES/58/84)                                                |
| Grupo Eurasiático de Combate ao Branqueamento de Capitais e Financiamento do Terrorismo (EAG)               | 7 de dezembro de 2017 (A/RES/72/127)                                               |
| Organização Europeia para a Pesquisa Nuclear (CERN)                                                         | 14 de dezembro de 2012 (A/RES/67/102)                                              |
| Fundo Global de Luta contra SIDA, Tuberculose e Malária                                                     | 16 de dezembro de 2009 (A/RES/64/122)                                              |
| Instituto de Crescimento Verde Mundial (GGGI)                                                               | 16 de agosto de 2013 (A/RES/68/191)                                                |
| GUAM - Organização para a Democracia e o Desenvolvimento Económico                                          | 9 de dezembro de 2003 (A/RES/58/85)                                                |
| Conselho de Cooperação do Golfo (GCC)                                                                       | 6 de dezembro de 2007 (A/RES/62/78)                                                |
| Conferência de Haia de Direito Internacional Privado                                                        | 23 de novembro de 2005 (A/RES/60/27)                                               |
| Conferência Ibero-americana                                                                                 | 23 de novembro de 2005 (A/RES/60/28)                                               |
| Comissão do Oceano Índico                                                                                   | 4 de dezembro de 2006}} (A/RES/61/43)                                              |
| Banco Interamericano de Desenvolvimento                                                                     | 12 de dezembro de 2000 (A/RES/55/160)                                              |
| Centro Internacional para o Desenvolvimento das Políticas de Migração                                       | 19 de novembro de 2002 (A/RES/57/31)                                               |
| Conferência Internacional da Região dos Grandes Lagos (ICGLR)                                               | 16 de dezembro de 2009 (A/RES/64/123)                                              |
| Tribunal Penal Internacional                                                                                | 13 de setembro de 2004 (A/RES/58/318)                                              |
| Organização Internacional de Polícia Criminal (Interpol)                                                    | 15 de outubro de 1996 (A/RES/51/1)                                                 |
| Organização Internacional de Direito para o Desenvolvimento (IDLO)                                          | 12 de dezembro de 2001 (A/RES/56/90)                                               |
| Fundo Internacional para a Salvação do Mar de Aral (IFAS)                                                   | 11 de dezembro de 2008 (A/RES/63/133)                                              |
| Organização Hidrográfica Internacional                                                                      | 12 de dezembro de 2001 (A/RES/56/91)                                               |
| Instituto Internacional para a Democracia e Assistência Eleitoral                                           | 9 de dezembro de 2003 (A/RES/58/83)                                                |
| Rede Internacional para o Bambu e o Rattan                                                                  | 7 de dezembro de 2017 (A/RES/72/125)                                               |
| Organização Internacional para as Migrações                                                                 | 16 de outubro de 1992 (A/RES/47/4)                                                 |
| Organização Internacional da Francofonia                                                                    | 10 de novembro de 1978 (A/RES/33/18) 18 de dezembro de 1998 (Decisão da AG 53/453) |
| Autoridade Internacional dos Fundos Marinhos                                                                | 24 de outubro de 1996 (A/RES/51/6)                                                 |
| Tribunal Internacional de Direito do Mar                                                                    | 17 de dezembro de 1996 (A/RES/51/204)                                              |
| União Internacional para a Conservação da Natureza (IUCN)                                                   | 17 de dezembro de 1999 (A/RES/54/195)                                              |
| Banco Islâmico de Desenvolvimento (IDB)                                                                     | 28 de março de 2007 (A/RES/61/259)                                                 |
| Conferência Itália-América Latina                                                                           | 6 de dezembro de 2007 (A/RES/62/74)                                                |
| Sistema Económico Latino-Americano e do Caribe (SELA)                                                       | 13 de outubro de 1980 (A/RES/35/3)                                                 |
| Associação Latino-Americana de Integração                                                                   | 23 de novembro de 2005 (A/RES/60/25)                                               |
| Parlamento Latino-americano                                                                                 | 13 de outubro de 1993 (A/RES/48/4)                                                 |
| Fundo da OPEP para o Desenvolvimento Internacional                                                          | 4 de dezembro de 2006 (A/RES/61/42)                                                |
| Organização para a Cooperação e Desenvolvimento Económico (OCDE)                                            | 15 de outubro de 1998 (A/RES/53/6)                                                 |
| Organização dos Estados do Caribe Oriental                                                                  | 2 de dezembro de 2004 (A/RES/59/52)                                                |
| Organização para a Cooperação Islâmica (antiga Organização da Conferência Islâmica)                         | 10 de outubro de 1975 (A/RES/3369 (XXX))                                           |
| Organização de Cooperação Económica do Mar Negro (BSEC)                                                     | 8 de outubro de 1999 (A/RES/54/5)                                                  |
| Organização para a Segurança e Cooperação na Europa (OSCE)                                                  | 13 de outubro de 1993 (A/RES/48/5)                                                 |
| Organização dos Estados Americanos (OEA)                                                                    | 16 de outubro de 1948 (A/RES/253 (III))                                            |
| Fórum das Ilhas do Pacífico                                                                                 | 17 de outubro de 1994 (A/RES/49/1)                                                 |
| Assembleia Parlamentar do Mediterrâneo                                                                      | 16 de dezembro de 2009 (A/RES/64/124)                                              |
| Parceiros na População e Desenvolvimento                                                                    | 19 de novembro de 2002 (A/RES/57/29)                                               |
| Tribunal Permanente de Arbitragem                                                                           | 13 de outubro de 1993 (A/RES/48/3)                                                 |
| Centro Regional de Armas Ligeiras na Região dos Grandes Lagos, Corno de África e Estados Limítrofes (RECSA) | 6 de dezembro de 2007 (A/RES/62/73)                                                |
| Organização para Cooperação de Xangai                                                                       | 2 de dezembro de 2004 (A/RES/59/48)                                                |
| Associação Sul-Asiática para a Cooperação Regional                                                          | 2 de dezembro de 2004 (A/RES/59/53)                                                |
| South Centre                                                                                                | 11 de dezembro de 2008 (A/RES/63/131)                                              |
| Comunidade de Desenvolvimento da África Austral                                                             | 2 de dezembro de 2004 (A/RES/59/49)                                                |
| União para o Mediterrâneo (UpM)                                                                             | 18 de dezembro de 2015 (ARES/70/124)                                               |
| União de Nações Sul-Americanas (UNASUR)                                                                     | 9 de dezembro de 2011 (A/RES/66/484)                                               |
| Universidade para a Paz                                                                                     | 11 de dezembro de 2008 (A/RES/63/132)                                              |
| Organização Mundial das Alfândegas (antigo Conselho de Cooperação Alfandegária)                             | 23 de março de 1999 (A/RES/53/216)                                                 |
| Organização Internacional do Café                                                                           | 4 de dezembro de 2024 (A/RES/79/131)                                               |